# Peter Rösel (Künstler)
Peter Rösel (* 1966 in Rockenhausen) ist ein deutscher Künstler und Professor im Fachgebiet Künstlerische Grundlagen an der Kunsthochschule Berlin-Weißensee (KHB). Bekannt wurde er erstmals 1998 mit einem aus deutschen Polizeiuniformen genähten Seerosenteich in der Ausstellung Szenenwechsel XIV im Museum für Moderne Kunst, MMK Frankfurt am Main.

## Leben
Aufgewachsen ist er in Marokko und im Irak. Von 1987 bis 1992 studierte er an der Städelschule in Frankfurt am Main bei Thomas Bayrle und Raimer Jochims. Während eines Auslandssemesters 1992 studierte er an der Cooper Union in New York.
Er war Meisterschüler bei Thomas Bayrle. Von 1995 bis 2000 lebte er abwechselnd in New York und in Frankfurt am Main und seit dem Sommer 2000 in Berlin.
2007 wurde er an die KHB Weißensee Kunsthochschule Berlin als Professor im Fachgebiet Künstlerische Grundlagen berufen.

## Werk
Bei seiner ersten Ausstellung 1992 zeigte Peter Rösel Miniaturmalerei. Auf dem Blech von Getränkedosen sind in die gedruckte Oberfläche integriert Bilder von Landschaften und Walen gemalt. Ab 1995 nähte er Zimmerpflanzen aus deutscher Polizeiuniform und Unterwäsche.
Beide Werkgruppen wurden auf Initiative von Jean-Christophe Ammann in die Sammlung des Museum für Moderne Kunst, MMK Frankfurt am Main aufgenommen.
Ab 1998 malte er Luftspiegelungen in Ölfarbe auf Leinwand. Seit 2009 zeigt er Videos von Schwebekunststücken auf wiederbelebten Fernsehtruhen der 1950er und 1960er Jahre mit Gerätenamen wie Rembrandt oder Tizian.
In Rösels konzeptueller Kunst lässt sich als „roter Faden“ ein Interesse an poetisch-anarchischen Schwebezuständen und Kollisionen ausmachen.
Mit seinen Pflanzen und Fata-Morgana-Gemälden fragte Rösel nach den kulturellen Prägungen, die unser Bild von Natur bestimmen. In seinen Arbeiten ab 2008 wendete er sich den großen und kleinen „Errungenschaften“ der Zivilisation zu. In diesem Zusammenhang goss er 2009 Faustkeile aus Bronze und richtete ein auf die Dauer von 100 Jahren konzipiertes Denkmal aus DDR-Glühlampen ein. 2010 zeigte er zwei Berliner Telefonbücher nebeneinander. Das eine zählt zu den letzten 1941, während des Zweiten Weltkriegs, gedruckten Exemplaren, das andere gehört zur ersten Auflage nach Kriegsende 1945.
Aus mit Buntstiften bezeichneten Simbabwe-Dollars, deren Wert 2008 infolge einer Hyperinflation von einem Dollar bis auf 100 Trillionen Dollar kletterte, ist 2010 der Trickfilm I promise... entstanden.
2007 wurde Peter Rösel auf einen Lehrstuhl für „Künstlerische Grundlagen“ an der KHB-Berlin berufen. Im ersten Studienjahr werden dort Studenten aller Fachgebiete nach dem Vorbild des Bauhauses in gemischten Gruppen in verschiedenen Techniken und Betrachtungsweisen eingeführt. In seinem Fach „Visuell-bildnerisches Gestalten“ untersuchen die Studenten vor allem die Rolle der Farbe und den Herstellungsprozess von Bildern.

## Werkdeutung
Andreas Bee (Kunsthistoriker) schreibt im Katalog der Ausstellung Frankfurter Kreuz,
Schirn Kunsthalle Frankfurt, 2001: „… Es geht jedoch keineswegs darum, eine Sache möglichst raffiniert in eine andere umzuwandeln. Triebfeder ist vielmehr die Lust, ein anhaltendes Spannungsgefüge aus verschiedenen Antipoden zu konstruieren. Dabei kommt es zu radikalen Realitätsverschiebungen, turbulenten Überschneidungen von Wahrnehmungsfeldern, irritierend schönen Uneindeutigkeiten und Widersprüchen. All dies ist gewollt und zieht sich als roter Faden durch die Arbeiten von Peter Rösel …“

## Werke in öffentlichen Sammlungen (Auswahl)
- Museum für Moderne Kunst, Frankfurt am Main
- Sammlung zeitgenössischer Kunst der Bundesrepublik
- Sprengel Museum Hannover
- Altonaer Museum, Hamburg
- Museum Pfalzgalerie Kaiserslautern
- Städtische Galerie Nordhorn
- FRAC Alsace, Sélestat
- FRAC Lorraine, Metz
- Musée de Dole

## Einzelausstellungen (Auswahl)
- 2011 Goethe-Institut Villa Kamogawa Kyoto
  - Loock Galerie, Berlin
- 2010 Ernst-Barlach-Haus Hamburg
  - Fine German, Frankfurt am Main
  - Galerie Art Attitude Hervé Bize, Nancy
- 2009 Galerie Martina Detterer, Frankfurt am Main
  - Dörrie * Priess, Hamburg
- 2007 Chung King Project, Los Angeles
  - Pfalzgalerie Kaiserslautern
- 2006 Kunst-Station Sankt Peter (Köln)
  - Galerie Art Attitude Hervé Bize, Nancy
- 2005 Kunstverein Ludwigsburg 2004
  - Sprengel Museum Hannover
  - Namibische Nationalgalerie, Windhoek
  - Wohnmaschine, Berlin
- 2003 Galerie Karin Sachs, München
- 2002 Galerie Martina Detterer, Frankfurt am Main
  - Dörrie * Priess, Hamburg
- 2001 Attitudes, espace d’art contemporain, Genf
- 2000 Galerie Art Attitude Hervé Bize, Nancy
- 1999 Galerie Andreas Schlüter, Hamburg
- 1998 Mannheimer Kunstverein

## Gruppenausstellungen (Auswahl)
- 2011 Museum Kunst der Westküste, Alkersum (Föhr)
  - Erfurter Kunstverein
- 2010 FRAC Alsace. Agence culturelle d’Alsace, Sélestat
  - Museum Pfalzgalerie Kaiserslautern
- 2009 St Paul Street Gallery, Auckland
  - Musée de design et d’arts appliqués contemporains, Lausanne
- 2008 Contemporary Art Museum, Kumamoto
- 2007 Martin-Gropius-Bau, Berlin
  - Mori Art Museum, Tokio
- 2006 St Paul Street Gallery, Auckland
- 2005 Museum Morsbroich, Leverkusen
- 2004 Tel Aviv Museum of Art, Tel Aviv
  - Museum Kunstpalast, Düsseldorf
- 2002 Schirn Kunsthalle, Frankfurt am Main
- 2000 Galerie Trafo, Budapest
  - „Szenenwechsel XVIII“, Museum für Moderne Kunst (MMK), Frankfurt am Main
  - Haus der Kunst, München
- 1999 „Kunst in der Stadt“, Kunsthaus Bregenz
  - Kunsthalle Bern
- 1998 „Szenenwechsel XIV“, Museum für Moderne Kunst (MMK), Frankfurt am Main
- 1994 „Szenenwechsel V“, Museum für Moderne Kunst (MMK), Frankfurt am Main

## Preise und Stipendien
- 1991: Preisträger des Bundeswettbewerbs Kunststudenten stellen aus
- 1994: Deutscher Kunstpreis der Volksbanken und Raiffeisenbanken für Malerei
- 1995: Atelierstipendium der Hessischen Kulturstiftung in New York
- 1997: Daniel-Henry-Kahnweiler-Preis
- 1999: NUR Stipendium
- 2003: Hans-Purrmann-Preis der Stadt Speyer
- 2006: Pfalzpreis für Malerei
- 2008: Kulturförderpreises der Alexander Clavel Stiftung in Riehen